# Inter City Football League
Ne doit pas être confondu avec Inter City Midweek Football League ou Inter County Football League.
L'Inter City Football League (ou simplement Inter City League) était une compétition de football organisée en Écosse de 1899 à 1909 (avec une interruption de 1906 à 1908). Il s'agissait d'une compétition qui venait en complément du championnat d'Écosse organisé par la Scottish Football League, dans le but d'augmenter le nombre de matches disputés et ainsi les recettes de billetterie. 
Elle a été formée lorsque Heart of Midlothian et Hibernian, qui jouaient jusqu'alors en East of Scotland League, se joignirent au Celtic, Queen's Park, Rangers et Third Lanark, qui jouaient eux en Glasgow Football League, pour former une nouvelle ligue.

## Membres
- Aberdeen : 1905-1909
- Airdrieonians : 1904-1909
- Celtic : 1899-1904
- Dundee : 1902-1909
- Heart of Midlothian : 1899-1905
- Hibernian : 1899-1905
- Partick Thistle : 1902-1904
- Queen's Park : 1899-1904
- Rangers : 1899-1904
- Saint Mirren : 1902-1906
- Third Lanark : 1899-1904

## Saisons

### 1899-1900
| Rang | Équipe              | Pts | J  | G | N | P | Bp | Bc | Diff |  | Résultats (▼ dom., ► ext.) | Celt | Hear | Hibs | Quee | Rang | Thir |
| ---- | ------------------- | --- | -- | - | - | - | -- | -- | ---- |  | -------------------------- | ---- | ---- | ---- | ---- | ---- | ---- |
| 1    | Celtic              | 14  | 10 | 6 | 2 | 2 | 26 | 15 | +11  |  | Celtic                     |      | 5-0  | 4-1  | 3-2  | 2-1  | 1-1  |
| 2    | Third Lanark        | 13  | 10 | 4 | 5 | 1 | 22 | 16 | +6   |  | Heart of Midlothian        | 3-2  |      | 3-3  | 4-1  | 4-1  | 1-3  |
| 3    | Rangers             | 11  | 10 | 5 | 1 | 4 | 21 | 18 | +3   |  | Hibernian                  | 1-0  | 0-0  |      | 5-0  | 0-1  | 2-2  |
| 4    | Hibernian           | 9   | 10 | 3 | 3 | 4 | 13 | 14 | -1   |  | Queen's Park               | 1-3  | 1-0  | 0-1  |      | 1-2  | 0-0  |
| 5    | Heart of Midlothian | 8   | 10 | 3 | 2 | 5 | 16 | 21 | -5   |  | Rangers                    | 1-2  | 3-1  | 3-0  | 1-3  |      | 4-1  |
| 6    | Queen's Park        | 5   | 10 | 2 | 1 | 7 | 9  | 23 | -14  |  | Third Lanark               | 4-4  | 2-0  | 1-0  | 4-0  | 4-4  |      |

### 1900-01
| Rang | Équipe              | Pts | J  | G | N | P | Bp | Bc | Diff |  | Résultats (▼ dom., ► ext.) | Celt | Hear | Hibs | Quee | Rang | Thir |
| ---- | ------------------- | --- | -- | - | - | - | -- | -- | ---- |  | -------------------------- | ---- | ---- | ---- | ---- | ---- | ---- |
| 1    | Third Lanark        | 15  | 10 | 7 | 1 | 2 | 23 | 12 | +11  |  | Celtic                     |      | 3-2  | 1-2  | 3-0  | 1-0  | 0-2  |
| 2    | Hibernian           | 14  | 10 | 7 | 0 | 3 | 14 | 11 | +3   |  | Heart of Midlothian        | 3-2  |      | 0-1  | 4-0  | 1-1  | 3-4  |
| 3    | Rangers             | 11  | 10 | 4 | 3 | 3 | 18 | 15 | +3   |  | Hibernian                  | 1-0  | 3-1  |      | 3-0  | 1-0  | 0-2  |
| 4    | Celtic              | 9   | 10 | 4 | 1 | 5 | 15 | 9  | +6   |  | Queen's Park               | 0-5  | 1-0  | 1-2  |      | 1-3  | 0-3  |
| 5    | Heart of Midlothian | 8   | 10 | 3 | 2 | 5 | 19 | 18 | +1   |  | Rangers                    | 4-3  | 2-2  | 2-1  | 2-2  |      | 0-2  |
| 6    | Queen's Park        | 5   | 10 | 1 | 1 | 8 | 6  | 28 | -22  |  | Third Lanark               | 1-1  | 1-3  | 4-0  | 3-1  | 1-4  |      |

### 1901-02
Lors de cette édition, Queen's Park n'a rencontré qu'une seule fois ses adversaires et n'a donc disputé que 5 rencontres au lieu de 10. Ses adversaires ont, quant à eux, disputé 9 rencontres. Il a été décidé de doubler les points des rencontres de Queen's Park pour harmoniser le classement, comme si 10 journées s’étaient disputées.
| Rang | Équipe              | Pts | J  | G | N | P | Bp | Bc | Diff |  | Résultats (▼ dom., ► ext.) | Celt | Hear | Hibs | Quee | Rang | Thir |
| ---- | ------------------- | --- | -- | - | - | - | -- | -- | ---- |  | -------------------------- | ---- | ---- | ---- | ---- | ---- | ---- |
| 1    | Heart of Midlothian | 18  | 10 | 8 | 2 | 0 | 24 | 13 | +11  |  | Celtic                     |      | 2-3  | 0-0  | X    | 2-0  | 2-0  |
| 2    | Celtic              | 15  | 10 | 7 | 1 | 2 | 20 | 9  | +11  |  | Heart of Midlothian        | 4-2  |      | 3-2  | X    | 2-2  | 4-1  |
| 3    | Hibernian           | 12  | 10 | 5 | 2 | 3 | 12 | 5  | +7   |  | Hibernian                  | 0-1  | 2-3  |      | 2-1  | 1-0  | 1-0  |
| 4    | Third Lanark        | 8   | 10 | 3 | 2 | 5 | 12 | 18 | -6   |  | Queen's Park               | 1-3  | 1-2  | X    |      | 1-1  | 1-2  |
| 5    | Rangers             | 5   | 10 | 0 | 5 | 5 | 8  | 21 | -13  |  | Rangers                    | 0-5  | 0-2  | 1-1  | X    |      | 2-2  |
| 6    | Queen's Park        | 2   | 10 | 0 | 2 | 8 | 5  | 10 | -5   |  | Third Lanark               | 1-3  | 1-1  | 0-2  | X    | 5-2  |      |

### 1902-03
Lors de cette édition, les équipes ne s'affrontaient qu'une seule fois.
| Rang | Équipe              | Pts | J | G | N | P | Bp | Bc | Diff |  | Résultats (▼ dom., ► ext.) | Celt | Dund | Hear | Hibs | Part | Quee | Rang | StMi | Thir |
| ---- | ------------------- | --- | - | - | - | - | -- | -- | ---- |  | -------------------------- | ---- | ---- | ---- | ---- | ---- | ---- | ---- | ---- | ---- |
| 1    | Heart of Midlothian | 12  | 8 | 5 | 2 | 1 | 19 | 9  | +10  |  | Celtic                     |      | 2-2  | X    | X    | X    | 2-1  | X    | X    | X    |
| 2    | Saint Mirren        | 11  | 8 | 4 | 3 | 1 | 11 | 4  | +7   |  | Dundee                     | X    |      | X    | 1-2  | 2-2  | 3-0  | 0-2  | 0-1  | 1-1  |
| 3    | Third Lanark        | 11  | 8 | 4 | 3 | 1 | 8  | 3  | +5   |  | Heart of Midlothian        | 3-0  | 1-2  |      | X    | 4-1  | 4-2  | X    | 2-0  | 2-0  |
| 4    | Rangers             | 9   | 8 | 3 | 3 | 2 | 17 | 15 | +2   |  | Hibernian                  | 2-1  | X    | 0-0  |      | X    | X    | X    | 0-0  | 0-1  |
| 5    | Hibernian           | 9   | 8 | 3 | 3 | 2 | 9  | 10 | -1   |  | Partick Thistle            | 3-0  | X    | X    | 0-0  |      | X    | 2-0  | 0-3  | X    |
| 6    | Dundee              | 7   | 8 | 2 | 3 | 3 | 11 | 10 | +1   |  | Queen's Park               | X    | X    | X    | 2-3  | 3-2  |      | X    | X    | 0-2  |
| 7    | Partick Thistle     | 6   | 8 | 2 | 2 | 4 | 7  | 16 | -9   |  | Rangers                    | 2-2  | X    | 4-4  | 5-2  | X    | 4-1  |      | X    | 0-0  |
| 8    | Celtic              | 5   | 8 | 1 | 3 | 4 | 7  | 16 | -9   |  | Saint Mirren               | 0-0  | X    | X    | X    | X    | 3-2  | 4-0  |      | 0-0  |
| 9    | Queen's Park        | 2   | 8 | 1 | 0 | 7 | 11 | 23 | -12  |  | Third Lanark               | 3-0  | X    | X    | X    | 1-0  | X    | X    | X    |      |

### 1903-04
Lors de cette édition, il était prévu que les équipes ne s'affrontaient qu'une seule fois, mais cette édition n'alla pas jusqu'à son terme.
| Rang | Équipe              | Pts | J | G | N | P | Bp | Bc | Diff |  | Résultats (▼ dom., ► ext.) | Celt | Dund | Hear | Hibs | Part | Quee | Rang | StMi | Thir |
| ---- | ------------------- | --- | - | - | - | - | -- | -- | ---- |  | -------------------------- | ---- | ---- | ---- | ---- | ---- | ---- | ---- | ---- | ---- |
| 1    | Heart of Midlothian | 11  | 7 | 5 | 1 | 1 | 12 | 5  | +7   |  | Celtic                     |      | X    | X    | 0-0  | X    | X    | 2-0  | X    | X    |
| 2    | Hibernian           | 9   | 7 | 3 | 3 | 1 | 10 | 6  | +4   |  | Dundee                     | X    |      | 1-0  | 3-2  | 3-2  | X    | 3-1  | X    | 0-1  |
| 3    | Saint Mirren        | 8   | 6 | 4 | 0 | 2 | 14 | 7  | +7   |  | Heart of Midlothian        | X    | X    |      | 1-1  | 4-0  | 1-0  | 1-0  | 2-1  | 3-2  |
| 4    | Dundee              | 8   | 6 | 4 | 0 | 2 | 11 | 8  | +3   |  | Hibernian                  | X    | X    | X    |      | X    | 1-0  | 3-0  | 2-1  | X    |
| 5    | Queen's Park        | 5   | 5 | 2 | 1 | 2 | 5  | 4  | +1   |  | Partick Thistle            | X    | X    | X    | 1-1  |      | 2-2  | X    | X    | X    |
| 6    | Third Lanark        | 4   | 5 | 2 | 0 | 3 | 6  | 9  | -3   |  | Queen's Park               | X    | X    | X    | X    | X    |      | 2-0  | X    | X    |
| 7    | Celtic              | 3   | 2 | 1 | 1 | 0 | 2  | 0  | +2   |  | Rangers                    | X    | X    | X    | X    | 1-1  | X    |      | 1-2  | 4-1  |
| 8    | Rangers             | 3   | 8 | 1 | 1 | 6 | 8  | 17 | -9   |  | Saint Mirren               | X    | 2-1  | X    | X    | 6-0  | X    | 2-1  |      | X    |
| 9    | Partick Thistle     | 3   | 7 | 0 | 3 | 4 | 7  | 19 | -12  |  | Third Lanark               | X    | X    | X    | X    | 2-1  | 0-1  | X    | X    |      |

### 1904-05
Cette édition n'alla pas jusqu'à son terme.
| Rang | Équipe              | Pts | J | G | N | P | Bp | Bc | Diff |  | Résultats (▼ dom., ► ext.) | Aird | Dund | Hear | Hibs | StMi |
| ---- | ------------------- | --- | - | - | - | - | -- | -- | ---- |  | -------------------------- | ---- | ---- | ---- | ---- | ---- |
| 1    | Dundee              | 9   | 7 | 4 | 1 | 2 | 14 | 7  | +7   |  | Airdrieonians              |      | 2-2  | 3-1  | X    | 1-0  |
| 2    | Airdrieonians       | 9   | 6 | 4 | 1 | 1 | 9  | 7  | +2   |  | Dundee                     | 3-0  |      | 3-0  | 2-0  | 3-0  |
| 3    | Saint Mirren        | 5   | 6 | 2 | 1 | 3 | 9  | 9  | 0    |  | Heart of Midlothian        | X    | X    |      | 1-1  | 3-3  |
| 4    | Hibernian           | 3   | 5 | 1 | 1 | 3 | 3  | 7  | -4   |  | Hibernian                  | 0-1  | 2-1  | X    |      | X    |
| 5    | Heart of Midlothian | 2   | 4 | 0 | 2 | 2 | 5  | 10 | -5   |  | Saint Mirren               | 1-2  | 3-0  | X    | 2-0  |      |

### 1905-06
Cette édition n'alla pas jusqu'à son terme.
| Rang | Équipe        | Pts | J | G | N | P | Bp | Bc | Diff |  | Résultats (▼ dom., ► ext.) | Aber | Aird | Dund | StMi |
| ---- | ------------- | --- | - | - | - | - | -- | -- | ---- |  | -------------------------- | ---- | ---- | ---- | ---- |
| 1    | Dundee        | 5   | 3 | 2 | 1 | 0 | 9  | 3  | +6   |  | Aberdeen                   |      | X    | 1-1  | 0-1  |
| 2    | Saint Mirren  | 4   | 3 | 2 | 0 | 1 | 4  | 5  | -1   |  | Airdrieonians              | X    |      | X    | X    |
| 3    | Aberdeen      | 1   | 2 | 0 | 1 | 1 | 1  | 2  | -1   |  | Dundee                     | X    | 3-1  |      | 5-1  |
| 4    | Airdrieonians | 0   | 2 | 0 | 0 | 2 | 1  | 5  | -4   |  | Saint Mirren               | X    | 2-0  | X    |      |

### 1908-09
Il n'y a pas eu de compétition entre 1906 et 1908. L'édition de 1908-09 regroupe les équipes d'Aberdeen, d'Airdrieonians et de Dundee.
Un seul match est joué, entre Dundee et Airdrieonians (victoire de Dundee 3-1).